# Тихончук, Семён Аврамович
Семён Аврамович Тихончук (22 декабря 1903 — 25 августа 1967) — советский военачальник, генерал-майор танковых войск (4.08.1944) СССР, генерал бригады Народного войска польского.

## Биография

### Гражданская война
Родился 22 декабря 1903 года в селе Ново-Алексеевка Речицкого уезда Минской губернии (ныне Брагинского района, Гомельской области, Беларусь). Работал литейщиком на Киевском чугунно-литейном заводе.
В рядах РККА с 1 января 1918 года, участвовал в Гражданской войне. Начинал службу в составе партизанского отряда в Белоруссии и Ходоркинского красногвардейского отряда, с марта 1918 года служил в 421-м стрелковом полку, в первой половине 1919 года был в распоряжении начальника разведки полка, с мая по ноябрь 1919 года учился на Смоленских командных курсах. С ноября 1919 года был начальником конной разведки 151-го стрелкового полка. В мае 1921 года был назначен командиром роты 67-го стрелкового полка, в июне возглавил отряд по борьбе с бандитизмом в Белоруссии, вернувшись в роту в ноябре того же года.

### Межвоенные годы
В декабре 1926 года Тихончук возглавил роту 2-й Туркестанской стрелковой дивизии, в ноябре 1929 года был демобилизован из РККА. Член ВКП(б) с 1928 года. С сентября 1930 по июнь 1933 года был слушателем подготовительных курсов в ВУЗы и ВТУЗы и учился в Новочеркасском авиационном институте Наркомвоенмора. С июня 1933 по март 1937 годы был слушателем промышленного факультета Военной академии механизации и моторизации имени Сталина. В марте 1937 года возглавил штаб 230-го отдельного танкового батальона, с 27 июня — штаб отдельного танкового батальона 63-й стрелковой дивизии. В сентябре 1938 года стал начальником автотракторной службы 57-го особого стрелкового корпуса, участвовал с ним в боях на Халхин-Голе. С октября 1939 года Тихончук был начальником 1-й части штаба 51-й отдельной легкотанковой бригады. В феврале 1940 года назначен начальником штаба 48-го отдельного танкового батальона при 98-й стрелковой дивизии. С июня 1940 года заместитель командира 17-го отдельного танкового полка при 9-й танковой дивизии, с 15 ноября — начальник 1-го отдела УК автобронетанковых войск в Среднеазиатском военном округе, с 11 апреля 1941 года начальник оперативного отдела управления бронетанковых войск 53-й армии.

### Великая Отечественная война
На фронте с августа 1941 года, участвовал в Иранской операции. Со 2 марта 1942 года был командиром танковой бригады 4-го кавалерийского корпуса, со 22 июля (или с 16 августа) — командиром 134-й танковой бригады, с 12 октября — 134-го танкового полка.
19 января 1943 года в селе Безопасное 134-й танковый полк провёл бой в составе 40 танков и 4 самоходных орудий, уничтожив 4 вражеских танковых орудий и заставив командование полка противника отступить и бросить штаб с документами. В результате боя полк Тихончука уничтожил также гарнизон численностью 200 немецких солдат и свыше 230 казаков-коллаборационистов, взяв в плен 4 офицеров, 80 немецких солдат и 148 казаков-коллаборационистов. Среди трофеев оказались 201 лошадь со снаряжением, 2 автомашины, мотоцикл, по 2 склада с боеприпасами и продовольствием. 22 января 1943 года 134-й танковый полк занял село Преградное: был уничтожен 311-й батальон 2-го жандармского полка «Тотенкопф» (гусеницами раздавлено 250 солдат противника). Захвачено два противотанковых орудия, мотоцикл, склад с боеприпасами и 10 тысяч и до 800 тысяч пудов хлеба. Уничтожено 6 автомашин, захвачено много пленных. За это Тихончук был награждён Орденом Красного Знамени 15 апреля 1943 года.
19 июля 1943 года Тихончук был тяжело ранен под Мценском, а 23 сентября — под Сталинградом, также контужен. Находился на излечении в госпитале Тулы. С 4 ноября 1943 года — командир бронетанковых и механизированных войск 12-й армии, с 15 декабря того же года аналогичную должность занимал в 63-й армии. С 13 по 17 марта 1944 года в распоряжении начштаба 1-го Белорусского фронта. Командовал бронетанковыми войсками 61-й и 69-й армий в марте—апреле 1944 года. С февраля по май 1945 года был в госпитале по ранению.

### После войны
10 мая 1945 года, уже после завершения войны возглавлял 2-е Казанское танковое училище. 26 октября того же года принял 31-ю отдельную танковую дивизию, 18 декабря 1947 года — 28-ю механизированную дивизию. С 10 марта 1950 по 4 ноября 1952 года был в распоряжении Министерства национальной обороны Польши, позже возглавил 2-й механизированный корпус Войска Польского. 8 декабря 1954 года вернулся в СССР и стал слушателем Высших академических курсов при Военной академии Генерального штаба. 12 апреля 1955 года окончил курсы и был уволен в запас по болезни. На момент увольнения имел звание генерал-майора (2 августа 1944).
Жил в Москве. Скончался 25 августа 1967 года. Похоронен на Введенском кладбище (7 уч.).

## Награды
- Орден Ленина (1945)
- Ордена Красного Знамени
  - Республиканский орден РСФСР (1920)
  - 26 марта 1943[6]
  - 15 апреля 1943
  - 1944
- Орден Суворова II степени (23 августа 1944)
- Орден Богдана Хмельницкого II степени (6 апреля 1945)
- Медаль «XX лет РККА» (1938)
- Медаль «За оборону Москвы»
- Медаль «За оборону Сталинграда» (1943)
- Медаль «За оборону Кавказа»
- Медаль «За освобождение Варшавы»
- Медаль «За взятие Берлина»
- Медаль «За победу над Германией в Великой Отечественной войне 1941—1945 гг.»
- Знак «Участнику боёв у Халхин-Гола»